# 岡村善文
岡村 善文（おかむら よしふみ、1958年（昭和33年）1月13日 - ）は、日本の外交官。
森喜朗の発案で最年少大使として駐コートジボワール特命全権大使を務め、外務省アフリカ部長等を経て、OECD日本政府代表部特命全権大使。

## 経歴
- 1958年（昭和33年） - 大阪府出身
- 1981年（昭和56年） - 東京大学法学部第二類卒業、外務省入省、フランス語研修
- 1984年（昭和59年） - 在アルジェリア日本国大使館三等書記官
- 1986年（昭和61年） - 防衛庁防衛局運用課
- 1988年（昭和63年） - 外務省欧亜局西欧第一課課長補佐
- 1990年（平成02年） - 外務省国際連合局原子力課首席事務官
- 1993年（平成05年）10月 - 在イタリア日本大使館（イタリア語版）一等書記官
- 1995年（平成07年）12月 - 在インド日本大使館一等書記官
- 1998年（平成10年） - 在インド日本大使館政務参事官
- 1999年（平成11年）08月 - 国際連合コソボ暫定行政ミッション(UNMIK)首席政務官（外務省大臣官房付）
- 2000年（平成12年） - 外務省北米局北米第一課企画官
- 2001年（平成13年）01月 - 外務省総合外交政策局軍備管理軍縮課長
- 2003年（平成15年）02月 - 在フランス日本大使館参事官
- 2005年（平成17年） - 在フランス日本大使館政務公使
- 2006年（平成18年）04月 - ウィーン国際機関日本政府代表部公使[1]
- 2008年（平成20年） - 駐コートジボワール特命全権大使
- 2011年（平成23年）09月01日 - シカゴ総領事
- 2012年（平成24年）09月 - 外務省中東アフリカ局アフリカ部長
- 2014年（平成26年）07月04日 - 国際連合日本政府代表部特命全権大使、次席代表
- 2017年（平成29年）03月24日 - 特命全権大使（アフリカ開発会議担当兼国際連合安全保障理事会改革担当兼人権担当）[2]
- 2017年（平成29年） - 兼特命全権大使（国際平和貢献担当）、平和と安定に係る国際協力の実施に関し，関係諸国・国際機関等と協議するための日本政府代表[3]、2025年国際博覧会誘致特使[4]
- 2019年（令和元年）12月13日 - 経済協力開発機構日本政府代表部特命全権大使[5]
- 2022年（令和4年）12月23日 - 依願免職[6]
- 2024年（令和6年） - 立命館アジア太平洋大学副学長[7]

## 人物
- 1994年（平成6年）のルワンダ虐殺、1999年（平成11年）のコソボ紛争など、武力紛争が行われている地域に外務省や国連を代表して派遣された経験がある。また、国際原子力機関(IAEA)を中心に国連外交の経験も豊富である。
- 2008年（平成20年）、北海道洞爺湖サミットでアフリカ重視の姿勢を示すため、通常より若い年次でアフリカに大使を赴任させるという人事案の下で、戦後最年少50歳でフランス語圏の駐コートジボワール特命全権大使（トーゴ・ベナン・ブルキナファソ・ニジェール駐箚兼務）に就任する。その際、上記の経験を有することから、自民党外交部会で当時の薮中三十二外務事務次官から「修羅場に強い男」と紹介される。
  - 同様に、同年片上慶一（英語研修）が英語圏の駐ガーナ大使に、越川和彦（スペイン語研修）が、ポルトガル語圏の駐アンゴラ大使に就任した[8]。
- 2011年（平成23年）には、コートジボワール大統領選挙の結果をめぐる混乱の中で大使公邸が武装集団に襲撃され、15時間の軟禁状態に置かれた。その際、フランス軍により救出され、パリに避難する。
- 2012年（平成24年）9月には外務省アフリカ部長となり、第五回アフリカ開発会議事務局長を兼務。2016年からアフリカ開発会議担当特命全権大使を務め、2017年からは2025年国際博覧会誘致特使等を兼務し、2025年万国博覧会の大阪招致構想実現のため、アフリカ諸国の首脳への働きかけなどを行った[9]。

## 同期入省
- 兼原信克（14年国家安全保障局次長兼務・12年内閣官房副長官補）
- 泉裕泰（19年日本台湾交流協会台北事務所長・17年バングラデシュ大使）
- 上月豊久（15年ロシア大使）
- 山田彰（17年ブラジル大使・14年メキシコ大使）
- 上村司（21年日本国政府代表（中東和平担当特使）、17年サウジアラビア大使）
- 佐藤地（17年駐ハンガリー大使・15年ユネスコ大使）
- 側嶋秀展（19年ミクロネシア大使・16年ザンビア大使）
- 香川剛廣（18年国際貿易・経済担当大使・15年エジプト大使）
- 石兼公博（19年国連大使・17年カナダ大使）
- 高岡正人（19年クウェート大使・16年モンゴル大使・13年シドニー総領事・12年イラク大使）
- 高木昌弘（21年駐ドミニカ共和国大使・20年クリチバ総領事）
- 冨田浩司（21年駐米大使・19年韓国大使・15年イスラエル大使）
- 川村裕（24年依願免職・20年ノルウェー大使・18年沖縄大使・14年コートジボワール兼トーゴ兼ニジェール大使）
- 川村泰久（19年カナダ大使）
- 嘉治美佐子（19年クロアチア大使・14-17年ジュネーヴ代表部大使）
- 宮島昭夫（20年ポーランド大使・17年トルコ大使）
- 重枝豊英（15年リトアニア大使）
- 石井哲也（17年トンガ大使）
- 岡田誠司（20年バチカン大使・17年南スーダン大使）
- 冨永純正（14年青年海外協力協会会長・11年コンゴ民主共和国大使）
- 奥克彦（イラク日本人外交官射殺事件犠牲者[10]、03年殉職のため大使の称号付与）
- 伊藤光子（15年世界の子どもにワクチンを日本委員会事務局長）
- 福嶌教輝（21年駐メキシコ大使・15年駐アルゼンチン大使）
- 福嶌香代子（19年ナッシュビル総領事）